# Mak
 Ovo je glavno značenje pojma Mak. Za druga značenja pogledajte Mak (razdvojba).
Makovi (lat. Papaver), biljni rod iz porodice makovki (Papaveraceae) s blizu 100 priznatih vrsta, među kojima su najpoznatiji i poljski i vrtni ili opijumski mak.
Makovke se klasificiraju redu žabnjakolike (Ranunculales). Mogu se javljati kao jednogodišnje, dvogodišnje ili višegodišnje biljke, raširene po umjerenim i hladnijim krajevima Euroazije, Afrike i Sjeverne Amerike. Cvijet može biti crvene, roze, narančaste, žute ili bijele boje, a ima 4 – 6 latica.
Najpoznatija vrsta, vrtni mak, sirovina je za proizvodnju nekih droga, a koristi se i u kućanstvu za pripremu kolača (makovnjača).

## Galerija
- Polje poljskog maka
- Polje maka u Ukrajini
- Papaver alpinum
- Sjeme maka

## Vrste
1. Papaver acrochaetum Bornm.
2. Papaver aculeatum Thunb.
3. Papaver alberti Mikheev
4. Papaver albiflorum (Elkan) Pacz.
5. Papaver alboroseum Hultén
6. Papaver alpinum L., planinski mak
7. Papaver anadyrense V.V.Petrovsky
8. Papaver angustifolium Tolm.
9. Papaver anjuicum Tolm.
10. Papaver arachnoideum Kadereit
11. Papaver arenarium M.Bieb.
12. Papaver armeniacum (L.) DC.
13. Papaver atlanticum (Ball) Coss.
14. Papaver atrovirens V.V.Petrovsky
15. Papaver baitagense Kamelin & Gubanov
16. Papaver bipinnatum C.A.Mey.
17. Papaver bracteatum Lindl.
18. Papaver calcareum V.V.Petrovsky
19. Papaver californicum A.Gray
20. Papaver cambricum L.
21. Papaver canescens Tolm.
22. Papaver carmeli Feinbrun
23. Papaver chakassicum Peschkova
24. Papaver chelidoniifolium Boiss. & Buhse
25. Papaver chionophilum V.V.Petrovsky
26. Papaver clavatum Boiss. & Hausskn. ex Boiss.
27. Papaver columbianum (Fedde) Fedde ex Björk
28. Papaver commutatum Fisch. & C.A.Mey.
29. Papaver confine Jord.
30. Papaver coreanum Nakai
31. Papaver croceum Ledeb.
32. Papaver curviscapum Nábelek
33. Papaver cylindricum Cullen
34. Papaver cyprium (Chrtek & B.Slavík) M.V.Agab., Christodoulou & Hand
35. Papaver czekanowskii Tolm.
36. Papaver decaisnei Hochst. & Steud. ex Boiss.
37. Papaver detritophilum V.V.Petrovsky
38. Papaver dubium L., sjetveni mak
39. Papaver fauriei Fedde
40. Papaver glabrum Royle
41. Papaver glaucum Boiss. & Hausskn.
42. Papaver gorgoneum Cout.
43. Papaver gorodkovii Tolm. & Petrovsky
44. Papaver gorovanicum M.V.Agab.
45. Papaver gracile Aucher ex Boiss.
46. Papaver guerlekense Stapf
47. Papaver halophilum (Fedde) Cullen
48. Papaver holophyllum Sam. ex Rech.f.
49. Papaver humile Fedde
50. Papaver hypsipetes V.V.Petrovsky
51. Papaver involucratum Popov
52. Papaver jacuticum Peschkova
53. Papaver kachroianum Tabinda, Dar & Naqshi
54. Papaver kuvajevii Schaulo & Sonnikova
55. Papaver laestadianum (Nordh.) Nordh.
56. Papaver laevigatum M.Bieb.
57. Papaver lapponicum (Tolm.) Nordh.
58. Papaver lateritium K.Koch
59. Papaver lecoqii Lamotte
60. Papaver leiocarpum (Turcz.) Popov
61. Papaver leucotrichum Tolm.
62. Papaver libanoticum Boiss.
63. Papaver lisae N.Busch
64. Papaver luculentum Björk
65. Papaver macounii Greene
66. Papaver macrostomum Boiss. & A.Huet ex Boiss.
67. Papaver mairei Batt.
68. Papaver malviflorum Doum.
69. Papaver maschukense Mikheev
70. Papaver mcconnellii Hultén
71. Papaver microcarpum DC.
72. Papaver minutiflorum Tolm.
73. Papaver miyabeanum Tatew. ex Miyabe & Tatew.
74. Papaver multiradiatum V.V.Petrovsky
75. Papaver nivale Tolm.
76. Papaver nudicaule L.
77. Papaver olchonense Peschkova
78. Papaver oreophilum Rupr.
79. Papaver orientale L.
80. Papaver pamporicum Tabinda, Dar & Naqshi
81. Papaver paphium M.V.Agab., Christodoulou & Hand
82. Papaver pasquieri Dubuis & Faurel
83. Papaver paucistaminum Tolm. & V.V.Petrovsky
84. Papaver persicum Lindl.
85. Papaver pilosum Sm.
86. Papaver pinnatifidum Moris
87. Papaver piptostigma Bien. ex Fedde
88. Papaver popovii Sipliv.
89. Papaver postii Fedde
90. Papaver pseudoradicatum Kitag.
91. Papaver pulvinatum Tolm.
92. Papaver purpureomarginatum Kadereit
93. Papaver pygmaeum Rydb.
94. Papaver radicatum Rottb. ex DC.
95. Papaver rechingeri Kadereit
96. Papaver rhoeas L., divlji mak
97. Papaver roseoalbum Björk
98. Papaver roseolum M.V.Agab. & Fragman
99. Papaver rubroaurantiacum (Fisch. ex DC.) C.E.Lundstr.
100. Papaver rupifragum Boiss. & Reut.
101. Papaver schamurinii V.V.Petrovsky
102. Papaver schelkovnikovii N.Busch
103. Papaver setiferum Goldblatt
104. Papaver setigerum DC.
105. Papaver setosum (Tolm.) Peschkova
106. Papaver sheperdii Post ex Dinsm.
107. Papaver sokolovskajae Prob.
108. Papaver somniferum L., pitomi mak
109. Papaver stanovense (Petroch.) Peschkova
110. Papaver stewartianum Jafri & Qaiser
111. Papaver stubendorfii Tolm.
112. Papaver talyshense Grossh.
113. Papaver tatricum (A.Nyár.) Ehrend. ex Soó
114. Papaver tenellum Tolm.
115. Papaver tenuifolium Boiss. & Hohen. ex Boiss.
116. Papaver tichomirovii Mikheev
117. Papaver tolmatschevianum N.S.Pavlova
118. Papaver triniifolium Boiss.
119. Papaver turczaninovii Peschkova
120. Papaver udocanicum (Peschkova) Peschkova
121. Papaver umbonatum Boiss.
122. Papaver variegatum Tolm.
123. Papaver walpolei A.E.Porsild
124. Papaver yildirimlii Ertekin
125. Papaver zangesurum Mikheev
126. Papaver ×collidorense Pérez Dacosta
127. Papaver ×strigosum (Boenn.) Schur, oštrodlakavi mak
128. Papaver ×tuberculatum V.I.Dorof. & Murtaz.